# Le Physique et le Figuré
Le Physique et le figuré est un court métrage français réalisé par Serge Gainsbourg en 1981.

## Synopsis
« Unité de lieu, de temps, d'action. Les images seront en couleur mais le décor est à traiter en noir et blanc. Baignoire circulaire de marbre noir, dalles de marbre blanc, murs noirs, miroir cerné d'ébène. La caméra surplombe la salle. Vénus sort du bain lentement tandis que la caméra descend vers elle en tournant. Nudité à sublimer, cheveux ruisselants, caméra arrivée au sol, frôler les reins nus, et suivre les jambes qui sortent de l'eau. La fille vient s'agenouiller devant le miroir posé à terre. Ellipse sur le séchage des cheveux. Il est entendu que le sol sera jonché de centaines de flacons de cristal. Vénus commence par se brosser les cheveux lentement, puis vient le cérémonial des huiles, des onguents et des fards. Nous finirons par les poudres, le rimmel et le rouge à joues et à lèvres. Pour conclure avec les vernis à ongles aux mains et aux pieds. La fille se regarde, lève les bras, porte les mains à sa chevelure qu'elle relève gracieusement. De la main droite qui se dégage, elle vient heurter une Vénus de Milo qui se brise en tombant. À filmer au ralenti. Gros plan de la Vénus antique, puis gros plan de la fille qui sourit avec mystère. Vénus quatre-vingt-un a tué la beauté païenne. Le tout est à traiter comme un rituel sacré. »

Serge Gainsbourg

## Fiche technique
- Titre : Le Physique et le figuré
- Réalisation : Serge Gainsbourg
- Interprète : Alexandra
- Image : Gerry Fisher BSC
- Décors : Frédéric de Foucaud
- Montage : Babeth Si Ramdane
- Assistant Réalisateur : François Rossini
- Production : Ève Vercel et Robert Nador pour le compte du Comité Français des Produits de Beauté.
- Genre : Court-métrage
- Pays :  France
- Année : 1981
- Durée : 5 min
- Date : 1981 (France) du 14 au 27 octobre, dans 205 salles de cinéma de première exclusivité